# Hệ thống cầu thủ kiến tập (Nippon Professional Baseball)
Hệ thống cầu thủ kiến tập (育成選手制度 (Dục thành tuyển thủ chế độ) Ikusei Sensyu Seido)  là một hệ thống cho phép một câu lạc tại Nippon Professional Baseball (NPB) bộ kí hợp đồng với cầu thủ nằm ngoài danh sách đăng kí 70 cầu thủ tối đa trong biên chế của mỗi CLB nhằm mục đích đào tạo, bắt đầu từ mùa thu năm 2005.  Nó tương tự như các đội hình cọ sát trong các môn thể thao khác.

## Lịch sử và tóm lược
Hệ thống này được thiết lập vào năm 2005 để tạo ra một môi trường mà cầu thủ nghiệp dư có thể tích lũy kinh nghiệm chơi sau sự đi xuống và xóa sổ của phong trào bóng chày nghiệp dư trong các doanh nghiệp có hoạt động kinh doanh xuống dốc hoặc đã giải thể sau giai đoạn suy thoái kinh tế được gọi là Thập kỷ mất mát.  Những cầu thủ là một phần của biên chế được coi là "kiểm soát một phần" vì họ chơi cho đội mà họ đã ký hợp đồng nhưng không nằm trong biên chế chính thức và do đó CLB không hoàn toàn sở hữu sự phục vụ với họ. 
Hệ thống cầu thủ kiến bao gồm các cầu thủ tân binh mới được tuyển chọn (ví dụ: Kosai Yusuke, Nishiyama Michitaka), những cầu thủ ngoại binh được ký hợp đồng khi còn ở vị trí kiến tập (ví dụ: Raidel Martínez, Liván Moinelo), những cầu thủ được tuyển chọn và kí hợp đồng tham gia biên chế chính thức của CLB nhưng chọn kí lại hợp đồng với tư cách kiến tập do khả năng hạn chế (ví dụ: Kurose Kenta), những cầu thủ trở thành cầu thủ tự do kí hợp đồng kiến tập với đội cũ của họ dù đã ký hợp đồng gia nhập biên chế chính thức một đội khác (ví dụ: Nakamura Masaru, Fujii Kouya) và những cầu thủ đã bị xóa khỏi danh sách cầu thủ biên chế và ký lại hợp đồng kiến tập trong giai đoạn phục hồi chấn thương (ví dụ: Kuwahara Takuya, Shimamoto Hiroya). Có ý kiến cho rằng việc hủy đăng ký biên chế các cầu thủ không thể thi đấu do chấn thương và kí lại hợp đồng cầu thủ kiếp tập với những cầu thủ đó sẽ giúp họ duy trì sự nghiệp; mặt khác, có ý kiến chỉ trích rằng việc sử dụng hệ thống cầu thủ kiến tập, thay vì các hệ thống như danh sách cầu thủ bị thương của Major League Baseball (MLB), là đang đi ngược lại mục đích ban đầu là phát triển và tạo cơ hội hướng đến chuyên nghiệp cho những cầu thủ nghiệp dư.  Cầu thủ lớn tuổi nhất từng trở thành cầu thủ kiến tập là Fujita Soichi, với việc ký hợp đồng kiến tập vào năm 2011 ở tuổi 39. Giai đoạn làm cầu thủ kiến tập dài nhất thuộc về Naruse Kousuke với tám mùa giải từ 2011 đến năm 2018, tính tới mùa giải 2022 .

## Quy định dành cho cầu thủ kiến tập

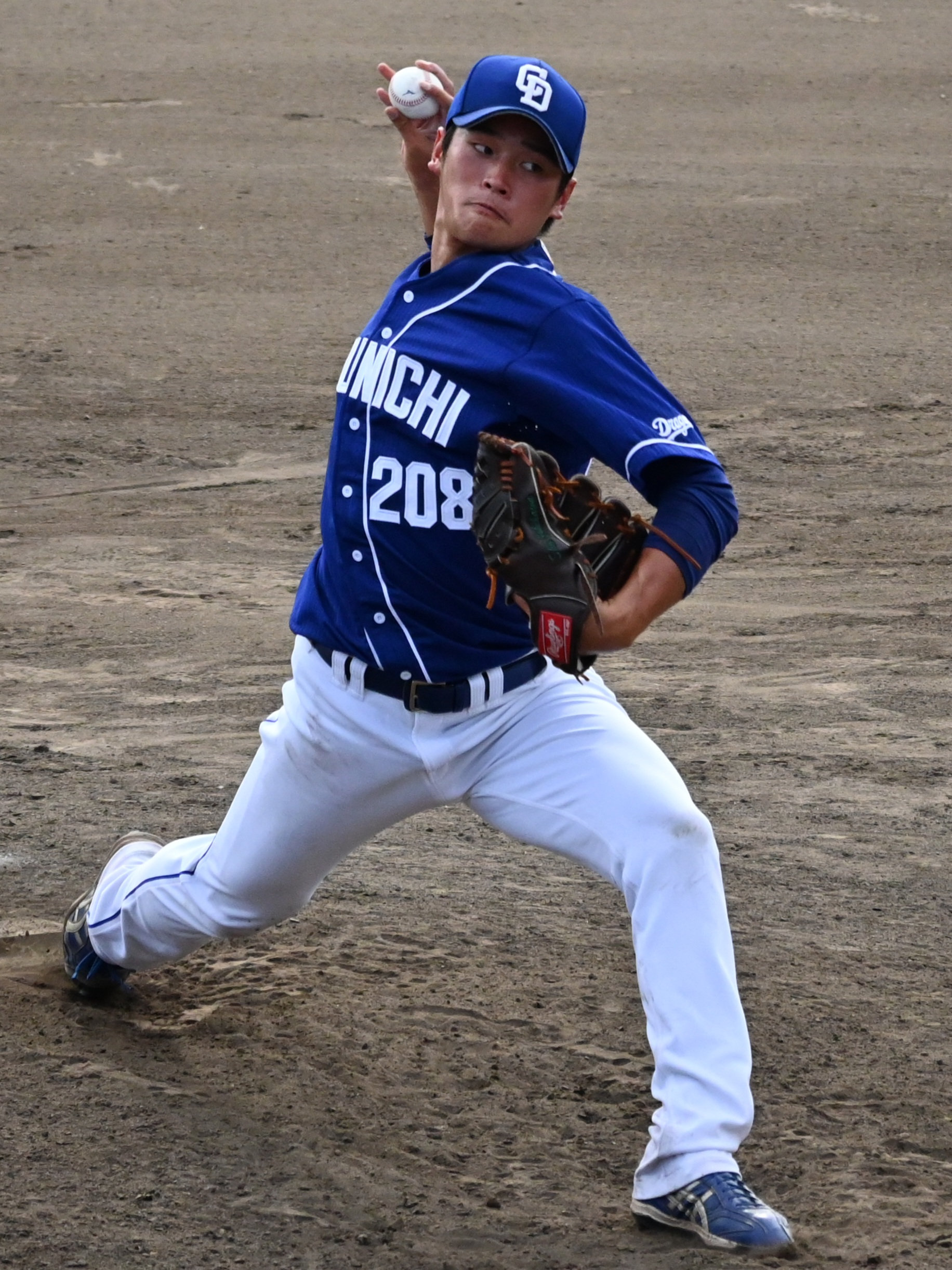
Cầu thủ ném bóng Ishikawa Shō mặc số áo ba chữ số đặc biệt dành riêng cho cầu thủ trong Hệ thống kiến tập.

### Quy định cầu thủ
- Cầu thủ trong biên chế kiếp tập không được phép tham gia các trận đấu chính thức trên đội một tại NPB. Tuy nhiên, tối đa năm cầu thủ kiến tập của một CLB được phép chơi cùng lúc trong một trận đấu tại Eastern League và Western League, hạng dưới của NPB [1]. Nếu một CLB có quá nhiều cầu thủ trong biên chế kiến tập hoặc các cầu thủ đội hạng dưới nói, họ có thể thành lập một đội hạng ba và thi đấu với các đội thuộc các giải đấu độc lập (như Shikoku Island League Plus và Baseball Challenge League), các đội nghiệp dư của doanh nghiệp hay các trường đại học. [5] [6] Một trường hợp là đội hạng ba của Fukuoka SoftBank Hawks chơi hơn 100 trận một năm. [7] Mặc dù có sự khác biệt trong hợp đồng giữa những cầu thủ đã đăng ký biên chế chính thức và những cầu thủ kiến tập, không giống như mối quan hệ giữa những cầu thủ đội một Major League Baseball và các đội hạng dưới ở Bắc Mỹ, cầu thủ của tất cả các cấp đội và biên chế bình đẳng về quyền sử dụng các cơ sở luyện tập và ăn ở. [8]
- Một hợp đồng của cầu thủ kiến tập có thời hạn tối đa là ba năm. Sau khi hợp đồng này hết hạn, cầu thủ có thể trở thành cầu thủ tự do và được quyền ký gia hạn với đội chủ quản cũ với thời hạn một năm. [1] Quá trình trở thành cầu thủ tự do trên được lặp lại hàng năm sau đó. [9] Biện pháp trên nhằm mục đích tăng cơ hội ký hợp đồng biên chế chính thức và có cơ hội đàm phán với các CLB khác. Ví dụ, vào năm 2019, Hasegawa Hiroki đã chuyển từ Fukuoka Softbank Hawks sang Tokyo Yakult Swallows . [10] Một cầu thủ đã đăng ký trong biên chế chính thức có thể ký lại hợp đồng kiến tập với thời hạn 1 năm sau khi trở thành cầu thủ tự do. [3] Những cầu thủ không có hợp đồng trong ba mùa giải sẽ được đưa vào danh sách những cầu thủ thuộc diện kiến tập và các đội khác sẽ không thể đàm phán với họ. [11]
- Mức lương tối thiểu cho cầu thủ kiến tập là 2,4 triệu yên và 3 triệu yên được trả làm phí chuẩn bị khi được tuyển chọn. [1] Tuy nhiên, vì không có giới hạn về mức lương hàng năm nên một số đội ký hợp đồng với cầu thủ với mức lương cao hơn và những cầu thủ biên chế chính thức được ký lại hợp đồng kiến tập thường được giữ mức lương trong biên chế của mình. [12] [13]
- Số áo của cầu thủ được quy định phải là số có ba chữ số (ví dụ: 001, 101 hoặc 201) trong khi số áo của những cầu thủ biên chế chính thức được quy định là số có một hoặc hai chữ số.

### Quy định các CLB sở hữu cầu thủ kiến tập
- Thời hạn để ký lại hợp đồng từ cầu thủ kiến tập lên biên chế chính thức là từ cuối mùa giải đến ngày 31 tháng 7 trong mùa giải tiếp theo. Tuy nhiên, CLB không được phép thay đổi tình trạng hợp đồng của cầu thủ từ trạng thái chính thức sang trạng thái kiến tập vào giữa mùa giải. [1]
- Các CLB chỉ được phép sở hữu cầu thủ dạng kiến tập nếu có ít nhất 65 cầu thủ trong biên chế chính thức, tính đến ngày 31 tháng 7 mỗi mùa giải. Tuy nhiên, nếu một CLB báo cáo với Ủy ban điều hành rằng họ đã ký lại hợp đồng đưa một cầu thủ kiến tập lên biên chế chính thức hoặc có được một cầu thủ chính thức mới để nâng số lượng trong biên chế chính thức lên ít nhất 65 người và được Ủy ban chấp thuận, đội có thể giữ lại cầu thủ kiến tập đó. [3] Không có giới hạn về số lượng cầu thủ trong biên chế kiến tập và số lượng trên phụ thuộc vào chính sách của CLB. [14] Ví dụ, Yomiuri Giants và Fukuoka SoftBank Hawks thường có hơn 30 cầu thủ kiến tập, đủ để mở rộng một đội hình hạng ba; ngược lại, Hanshin Tigers có xu hướng có rất ít cầu thủ loại này. [15] [16] [17] Fukuoka SoftBank Hawks đã chọn 14 cầu thủ kiến tập mới trong bản dự thảo năm 2022, qua đó triển khai thêm một đội cấp bốn bắt đầu từ mùa giải 2023. [18]

### Kì tuyển chọn cầu thủ kiến tập
- Nếu tổng số cầu thủ được chiêu mộ tại Kì tuyển chọn cầu thủ nghiệp dư ít hơn 120, một Cuộc họp tuyển chọn cầu thủ kiến tập sẽ được tổ chức với sự tham gia của các CLB muốn tham gia. [19]